# Sydkorea i olympiska sommarspelen 1992
Sydkorea deltog i de olympiska sommarspelen 1992 med en trupp bestående av 226 deltagare, och totalt blev det 29 medaljer.

## Boxning
Lätt flugvikt
- Dong-Bum Cho
  - Första omgången – Besegrade Luigi Castiglione (ITA), 8:2
  - Andra omgången – Förlorade mot Pál Lakatos (HUN), 15:20

## Bågskytte
Damernas individuella
- Cho Youn-Jeong — Final (→  Guld), 5-0
- Kim Soo-Nyung — Final (→  Silver), 4-1
- Lee Eun-Kyung — Åttondelsfinal (→ 14:e plats), 1-1

Herrarnas individuella
- Chung Jae-Hun — Final (→  Silver (4-1)
- Han Seung-Hoon — Åttondelsfinal (→ 15:e plats), 1-1
- Lim Hee-Sik — Åttondelsfinal (→ 20:e plats), 1-1

Damernas lagtävling
- Cho, Kim och Lee — Final (→  Guld), 4-0

Herrarnas lagtävling
- Chung, Han och Lim  Kvartsfinal (→ 5:e plats), 1-1

## Fotboll
Herrar
Gruppspel
|              | Spelade | Vinster | Oavgjorda | Förluster | Gjorda mål | Insläppta mål | Poäng |
| ------------ | ------- | ------- | --------- | --------- | ---------- | ------------- | ----- |
| Sverige U23  | 3       | 1       | 2         | 0         | 5          | 1             | 4     |
| Paraguay U23 | 3       | 1       | 2         | 0         | 3          | 1             | 4     |
| Sydkorea U23 | 3       | 0       | 3         | 0         | 2          | 2             | 3     |
| Marocko U23  | 3       | 0       | 1         | 2         | 2          | 8             | 1     |

## Friidrott
Herrarnas maraton
- Hwang Young-Cho 2:13,23 (→  Guld)
- Kim Jae-Ryong 2:15,01 (→ 10:e plats)
- Kim Wan-Ki — 2:18,32 (→ 28:e plats)

Herrarnas spjutkastning
- Kim Ki-Hoon
  - Kval — 72,68 m (→ gick inte vidare)

Damernas maraton
- Lee Mi-Ok — 2:54,21 (→ 25:e plats)

## Fäktning
Herrarnas florett
- Yu Bong-Hyeong
- Kim Yeong-Ho
- Kim Seung-Pyo

Herrarnas florett, lag
- Kim Yeong-Ho, Kim Seung-Pyo, Lee Ho-Seong, Lee Seung-Yong, Yu Bong-Hyeong

Herrarnas värja
- Lee Sang-Gi
- Jang Tae-Seok
- Kim Jeong-Gwan

Herrarnas värja, lag
- Lee Sang-Gi, Jang Tae-Seok, Kim Jeong-Gwan, Gu Gyo-Dong, Lee Sang-Yeop

Damernas florett
- I Jeong-Suk
- Sin Seong-Ja
- Kim Jin-Sun

Damernas florett, lag
- I Jeong-Suk, Sin Seong-Ja, Kim Jin-Sun, Jang Mi-Gyeong, Jeon Mi-Gyeong

## Handboll
Herrar
Gruppspel
| Lag             | Pld | W | D | L | GF  | GA  | GD  | Poäng |
| --------------- | --- | - | - | - | --- | --- | --- | ----- |
| Sverige         | 5   | 5 | 0 | 0 | 120 | 86  | +44 | 10    |
| Island          | 5   | 3 | 1 | 1 | 101 | 99  | +2  | 7     |
| Sydkorea        | 5   | 3 | 0 | 2 | 114 | 117 | −3  | 6     |
| Ungern          | 5   | 2 | 0 | 3 | 102 | 108 | −6  | 4     |
| Tjeckoslovakien | 5   | 1 | 1 | 3 | 94  | 92  | +2  | 3     |
| Brasilien       | 5   | 0 | 0 | 5 | 96  | 125 | −29 | 0     |

| Results         | Sverige | Island | Sydkorea | Ungern | Tjeckoslovakien | Brasilien |
| --------------- | ------- | ------ | -------- | ------ | --------------- | --------- |
| Sverige         |         | 25–18  | 28–18    | 25–21  | 20–14           | 22–15     |
| Island          | 18–25   |        | 26–24    | 22–16  | 16–16           | 19–18     |
| Sydkorea        | 18–28   | 24–26  |          | 22–18  | 20–19           | 30–26     |
| Ungern          | 21–25   | 16–22  | 18–22    |        | 20–18           | 27–21     |
| Tjeckoslovakien | 14–20   | 16–16  | 19–20    | 18–20  |                 | 27–16     |
| Brasilien       | 15–22   | 18–19  | 26–30    | 21–27  | 16–27           |           |

Damer
Gruppspel
| Lag       | Pld | W | D | L | GF | GA | GD  | Poäng |
| --------- | --- | - | - | - | -- | -- | --- | ----- |
| Sydkorea  | 3   | 2 | 1 | 0 | 82 | 61 | +21 | 5     |
| Norge     | 3   | 2 | 0 | 1 | 55 | 60 | −5  | 4     |
| Österrike | 3   | 1 | 1 | 1 | 64 | 62 | +2  | 3     |
| Spanien   | 3   | 0 | 0 | 3 | 50 | 68 | −18 | 0     |

| Resultat  | Sydkorea | Norge | Österrike | Spanien |
| --------- | -------- | ----- | --------- | ------- |
| Sydkorea  |          | 27–16 | 27–27     | 28–18   |
| Norge     | 16–27    |       | 19–17     | 20–16   |
| Österrike | 27–27    | 17–19 |           | 20–16   |
| Spanien   | 18–28    | 16–20 | 16–20     |         |

Slutspel
|  | Semifinaler | Semifinaler |    |     | Final      | Final |  |
|  |             |             |    |     |            |       |  |
|  |             |             |    |     |            |       |  |
|  | OSS         | 22          |    |     |            |       |  |
|  | Norge       | 23          |    |     |            |       |  |
|  |             |             |    |     |            |       |  |
|  |             |             |    |     |            |       |  |
|  |             |             |    |     | Norge      | 21    |  |
|  |             | Sydkorea    | 28 |     |            |       |  |
|  |             |             |    |     |            |       |  |
|  |             |             |    |     |            |       |  |
|  |             |             |    |     | Bronsmatch |       |  |
|  |             |             |    |     |            |       |  |
|  | Sydkorea    | 26          |    | OSS | 24         |       |  |
|  | Tyskland    | 25          |    |     | Tyskland   | 20    |  |

## Landhockey
Damer
Gruppspel
| Lag            | Spelade | W | D | L | GF | GA | GD | Poäng |
| -------------- | ------- | - | - | - | -- | -- | -- | ----- |
| Sydkorea       | 3       | 2 | 0 | 1 | 8  | 3  | +5 | 4     |
| Storbritannien | 3       | 2 | 0 | 1 | 7  | 5  | +2 | 4     |
| Nederländerna  | 3       | 2 | 0 | 1 | 4  | 3  | +1 | 4     |
| Nya Zeeland    | 3       | 0 | 0 | 3 | 2  | 10 | –8 | 0     |

Slutspel
|  | Semifinaler    | Semifinaler    |   |                | Final      | Final |  |
|  |                |                |   |                |            |       |  |
|  | 4 augusti 1992 |                |   |                |            |       |  |
|  | Spanien        | 2              |   |                |            |       |  |
|  | Sydkorea       | 1              |   |                |            |       |  |
|  |                |                |   |                |            |       |  |
|  |                |                |   |                | 7 augusti  |       |  |
|  |                |                |   |                | Spanien    | 2     |  |
|  |                | Tyskland       | 1 |                |            |       |  |
|  |                |                |   |                |            |       |  |
|  |                |                |   |                |            |       |  |
|  |                |                |   |                | Bronsmatch |       |  |
|  | 4 augusti 1992 | 4 augusti 1992 |   | 7 augusti      | 7 augusti  |       |  |
|  | Tyskland       | 2              |   | Storbritannien | 4          |       |  |
|  | Storbritannien | 1              |   |                | Sydkorea   | 3     |  |

## Modern femkamp
Herrarnas individuella tävling
- Lee Yeong-Chan
- Kim Myeong-Geon
- Kim In-Ho

Herrarnas lagtävling
- Lee Yeong-Chan, Kim Myeong-Geon och Kim In-Ho